# Halticoptera laeta
Halticoptera laeta är en stekelart som beskrevs av Maximilian Spinola 1811. Halticoptera laeta ingår i släktet Halticoptera och familjen puppglanssteklar.
Artens utbredningsområde är Frankrike. Inga underarter finns listade i Catalogue of Life.